# Estadio La Bombonera (Montevideo)
El Estadio "La Bombonera" es el estadio perteneciente al Club Atlético Basáñez. Forma parte del complejo deportivo denominado de la misma forma y está ubicado en el barrio Malvín Norte de la ciudad de Montevideo, frente a los edificios del complejo Euskal Erría. Tiene una capacidad para 5000 espectadores y es propiedad del club. Posee dos tribunas de tablones ubicadas a los laterales de la cancha. En la tribuna local se ubica el palco oficial denominado "Jorge Machado Galli", en honor al presidente que adquirió los terrenos para la construcción del complejo. Fue inaugurado el 11 de noviembre de 1981, en un enfrentamiento ante Racing Club que culminó 1 a 1.
En el año 1993 el equipo consiguió el ascenso a primera división por primera vez en su historia. Para poder ser local en casa el entonces presidente Sergio González realizó reformas donde se duplicó la capacidad en la tribuna local sobre la entrada y en toda la tribuna visitante, agregando gradas a la estructura ya existente. En el año 2002 se comenzó con la obra que construiría gradas detrás de la cabecera sur pero por problemas económicos estas reformas no pudieron completarse.
Después de estar inhabilitada entre los años 2018 y 2021, logra ser habilitada nuevamente para la temporada 2022 bajo la presidencia de Richard Machado y con un gran trabajo voluntario de hinchas y socios del club. El partido de la reinauguración culminó con triunfo de Basáñez por 3 a 0 ante Alto Perú.
Actualmente, en los terrenos de La Bombonera también se ubica el complejo Ciudad Fútbol quien alquila el predio luego de un contrato aprobado en asamblea de socios.